# Tony's Oath of Vengeance
Tony's Oath of Vengeance è un cortometraggio muto del 1912 diretto da Oscar Apfel.

## Produzione
Il film fu prodotto dalla Edison Company.

## Distribuzione
Distribuito dalla General Film Company, il film - un cortometraggio in una bobina - uscì nelle sale cinematografiche statunitensi il 1º marzo 1912.